# Dorothee Fliess
Dorothee Fliess (* 22. August 1921 in Berlin; † 12. März 2001 in Basel) war eine deutsche Verfolgte des Nationalsozialismus. Sie konnte 1942 kurz vor der bevorstehenden Deportation dank einer Rettungsaktion von Angehörigen des Widerstandes im Nachrichtendienst der Wehrmacht mit ihren Eltern in die Schweiz fliehen. Später wurde sie durch ihre Aufzeichnungen und ihr Engagement in der Öffentlichkeit zu einer wichtigen Zeitzeugin für diese Vorgänge und für die Beurteilung des deutschen Widerstandes.

## Leben
Fliess war zweite Tochter des im Ersten Weltkrieg schwer verletzten und dekorierten Offiziers und jüdischen Rechtsanwalts Julius Fliess und seiner Frau Hildegard.
Im November 1938 musste sie von einem Tag auf den anderen die Unterprima der Fürstin Bismarck-Schule verlassen, besuchte in Folge Kurse in Stenographie und Schreibmaschine, arbeitete schließlich in der Kanzlei ihres Vaters als Sekretärin mit, bis sie 1941, mit 19 Jahren, bei der Firma Ehrich & Graetz in Berlin-Treptow zur Zwangsarbeit verpflichtet wurde.
Während ihre ältere Schwester Beate Hermelin 1939 nach Palästina auswanderte, hat Dorothee diesen Schritt nie ernsthaft geplant, weil sie mit Leib und Seele Berlinerin war.
Dass Dorothee Fliess bis Ende 1941 das relativ normale Leben einer gutbürgerlichen Rechtsanwaltstochter führen konnte, war nur möglich, weil ihr Vater als Offizier eine Sonderstellung hatte. Gleichwohl hatte er 1935 nach Erlass der Nürnberger Gesetze das Notariat verloren, im Herbst 1938 verlor er die Zulassung als Rechtsanwalt und gehörte fortan zu der kleinen Gruppe jüdischer Juristen, die noch als Rechtskonsulenten zugelassen waren.
In den ersten Wochen des Jahres 1942 erhielt dann aber auch die Familie Fliess die schriftliche Mitteilung, dass sie zur „Evakuierung“ aus Berlin vorgesehen sei und sich mit je einem Stück Handgepäck bereitzuhalten habe.
Aufgrund der Stellung des Vaters von Dorothee Fliess und seiner ausgezeichneten Verbindungen setzten sich Reichsgerichtsrat Hans von Dohnanyi und Rechtsanwalt Helmuth James Graf von Moltke mit tatkräftiger Unterstützung des Amtes Ausland/Abwehr des Oberkommandos der Wehrmacht dafür ein, die Familie Fliess von dieser Evakuierung auszunehmen.
Wie man der Familie später berichtete, war Heinrich Himmler anlässlich eines offiziellen Essens der Vorschlag unterbreitet worden, eine Gruppe von Personen – als Juden getarnt – ins Ausland zu schleusen, wo sie für Deutschland als angebliche Agenten bzw. Vertrauensleute der Abwehr tätig werden sollten. Himmler gab seine grundsätzliche Zustimmung. Nur so war es noch im September 1942 möglich, dass die Familie Fliess, das Ehepaar Arnold mit zwei Kindern, das Ehepaar Rennefeld, Frau Annemarie Conze mit zwei schulpflichtigen Kindern, die mit Brigitte Canaris befreundet waren, der Tochter des Admirals und Abwehrchefs Canaris, und Lotte Friedenthal unter höchster Geheimhaltungsstufe legal aus Deutschland in die Schweiz ausreisen konnten.
Dorothee Fliess konnte in Basel ihr Abitur nachholen und an der dortigen Universität studieren. Sie wurde dort Gymnasiallehrerin.
Mit dem Tod von Dorothee Fliess wurde die Forschungsgemeinschaft 20. Juli 1944 e. V. mit einem Legat in Höhe von 450.000 € bedacht. Dieses Vermögen ist in einem an Dorothee Fliess erinnernden Fonds angelegt. Mit den Erträgen aus diesem Fonds sollen junge Menschen, vornehmlich Doktoranden, finanziell unterstützt werden, die sich mit der wissenschaftlichen Erforschung des Widerstandes gegen das Dritte Reich beschäftigen.

## Selbstzeugnisse
Schriften
- Geschichte einer Rettung. In: Rüdiger von Voss, Günther Neske (Hrsg.): Der 20. Juli 1944: Annäherung an den geschichtlichen Augenblick. Neske, Pfullingen 1984, ISBN 3-7885-0270-3, S. 69–87.
- „Unternehmen Sieben“. Eine Aktion des deutschen militärischen Widerstands. In: Wolfgang Benz (Hrsg.): Solidarität und Hilfe für Juden während der NS-Zeit, Teil 4: Rettung im Holocaust: Bedingungen und Erfahrungen des Überlebens. Metropol Verlag, Berlin 2001, ISBN 3-932482-80-8, S. 29–47. (Überarbeitete Fassung der Geschichte einer Rettung.)

Auftritt als Zeitzeugin
- The Restless Conscience: Resistance to Hitler Within Germany 1933–1945, Dokumentarfilm von Hava Kohav Bella (1992).